# Joleon Lescott
Joleon Patrick Lescott (Birmingham, 16 de agosto de 1982) é um ex-futebolista inglês que atuava como zagueiro.
Pelo Manchester ganhou seus únicos títulos na carreira, destacando os dois títulos da Premier League. Foi durante algum tempo peça importante na zaga dos Citizens, entre 2010 a 2012. 
Lescott também possui longas passagens pelos Wolves e Everton. 
Em 2014 assinou contrato com o West Bromwich Albion Football Club.
Pela seleção inglesa, teve sua primeira convocação em 2007 para partidas da eliminatorias da Eurocopa de 2008. Sua estreia foi contra a Estônia num amistoso em 13 de outubro de 2007. Esteve no plantel da seleção na Eurocopa de 2012.

## Títulos
Manchester City
- Copa da Inglaterra: 2010-11
- Campeonato Inglês: 2011-12, 2013–14
- Copa da Liga Inglesa: 2013-14